# Godfred Karikari
Godfred Karikari (Kumasi, 11 marzo 1985) è un ex calciatore ghanese naturalizzato hongkonghese, di ruolo attaccante.